# Unidade Paraná Seguro
Unidade Paraná Seguro (UPS) foi um projeto desenvolvido pelo Governo do Paraná assemelhado às Unidades de Polícia Pacificadora (UPP) fluminense, com objetivo de garantir a segurança em áreas de risco. Basicamente, as UPS divergem das UPP pelo motivo que no Paraná não há participação do Exército Brasileiro. A metodologia de implantação das UPS prevê uma fase inicial de inteligência policial para identificação de traficantes, pontos de tráfico de drogas e locais de uso de entorpecentes. No momento seguinte são feitas as prisões e um policiamento comunitário é implantado de forma permanente. A seguir começam as ações sociais e melhorias de infraestrutura, com a integração de diversas áreas do Governo do Estado, em parceria com as prefeituras.

## UPS de Curitiba
- UPS Uberaba

A UPS Uberaba foi primeira a ser instalada em 1 de março de 2012, com a operação de aproximadamente quatrocentos e cinquenta policiais militares e civis, e  cento e quinze guardas municipais de Curitiba. A região foi escolhida por ser considerada um dos principais pontos de tráfico de drogas, e por ser também uma das mais violentas. A ocupação aconteceu na Vila União, Notiguaçu, Icaraí, Jardim Primavera, Vila Ferroviária, Alvorada, Vila Audi, Marumbi I e Marumbi II.
- UPS Parolin

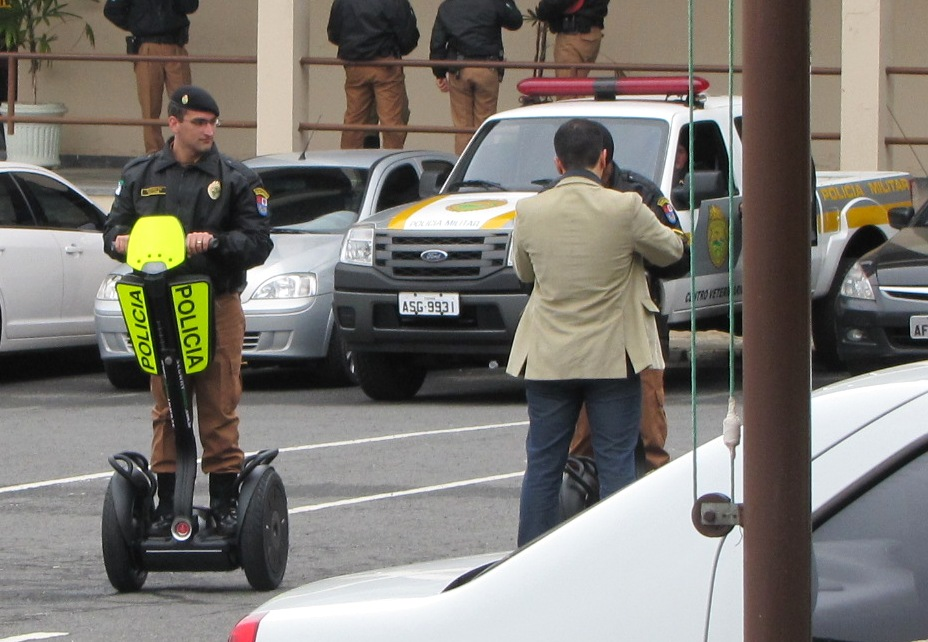
Policial com Segway, em treinamento no QCG/PMPR para operar na UPS Parolin.

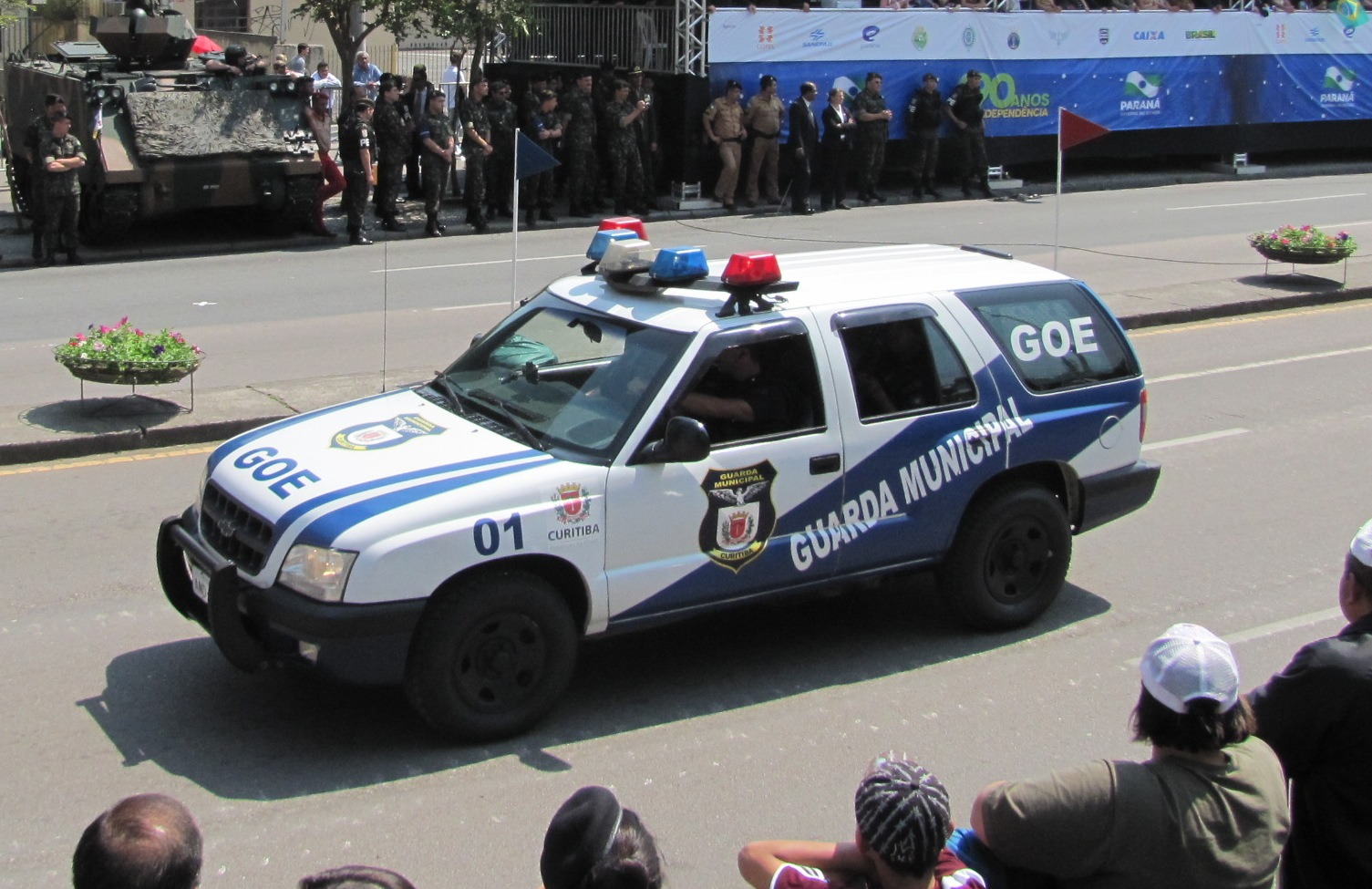
Viatura da Guarda Municipal de Curitiba, GOE (Grupo de Operações Especiais).

Instalada em 3 de maio de 2012, com um efetivo de trezentos policiais militares, civis e guardas municipais.
- UPS Cidade Industrial de Curitiba

A Cidade Industrial de Curitiba (CIC) é o maior bairro da capital paranaense. O CIC possui 43 Km², 10% da área total da cidade; concentrando cerca de 9% da população curitibana, mas que mantém 17% dos homicídios da capital.
No CIC foram implantadas quatro UPS de uma só vez:
- UPS Vila Sabará
- UPS Caiuá
- UPS Vila Nossa Senhora da Luz
- UPS Vila Verde

Nesse projeto há uma parceria com a prefeitura do município que conta com a participação da Guarda Municipal de Curitiba.
- UPS Sítio Cercado

Instalada em 3 de Agosto de 2012 com duzentos e oitenta policiais militares e civis e o apoio de vinte guardas municipais.
- UPS Vila Sandra

A ocupação foi feita por cento e cinquenta policiais militares e quarenta viaturas, com o apoio da Guarda Municipal. Essa UPS é a quinta UPS da Cidade Industrial de Curitiba.
- UPS Tatuquara

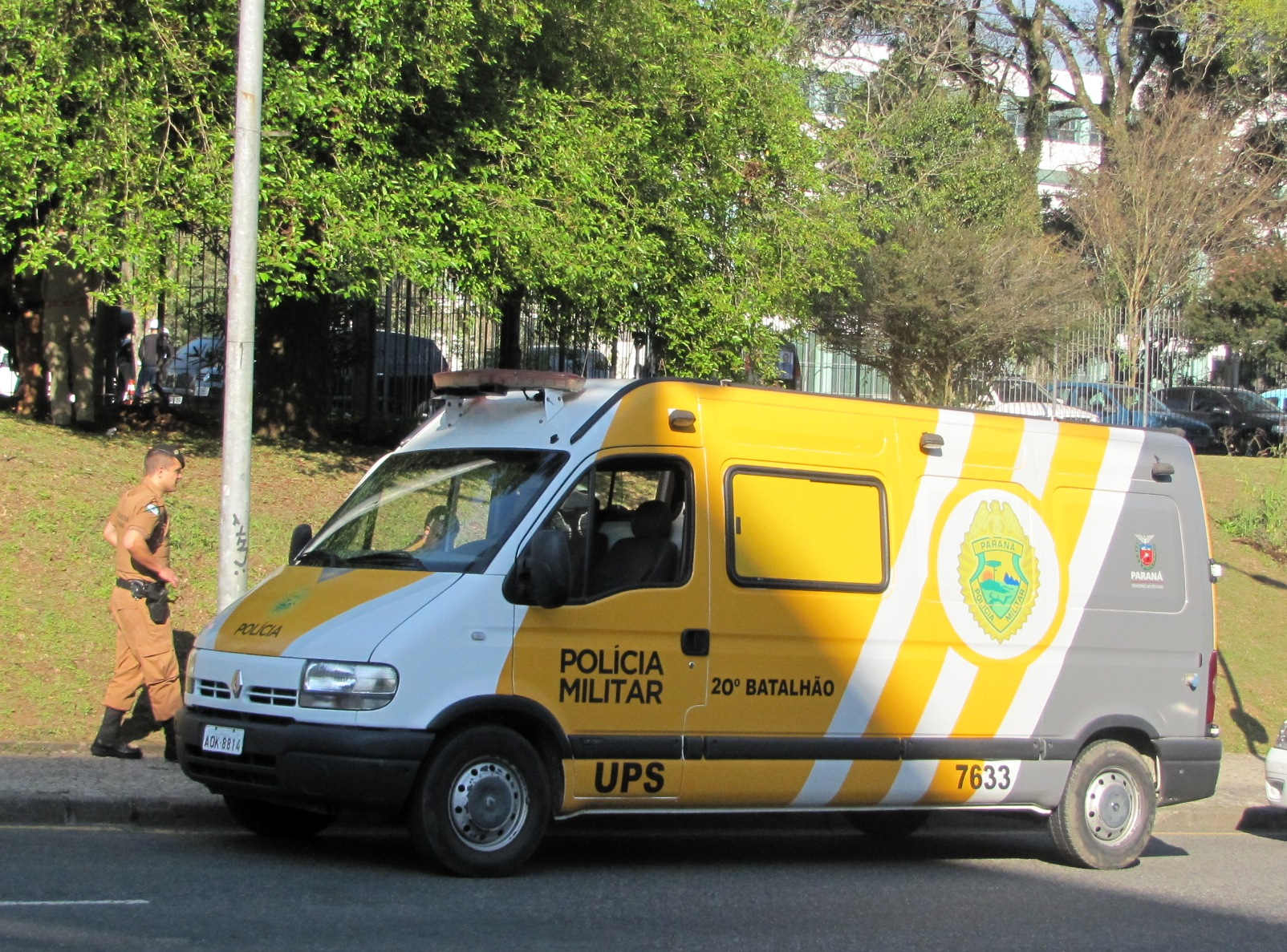
Viatura de Unidade Paraná Seguro do 20º Batalhão de Polícia Militar.

Instalada em 1 de Setembro de 2012 com cerca de cento e cinquenta e quatro policiais militares e vinte e sete guardas municipais, utilizando quarenta viaturas. Na primeira etapa foi controlada a entrada e saída dos moradores com oito pontos de bloqueio; sendo cumpridos doze mandados judiciais, dezoito pessoas presas por porte ilegal de arma de fogo e recuperados oitenta e cinco veículos roubados ou furtados. Também foram encaminhadas às delegacias noventa e sete pessoas por perturbação da tranquilidade.
A escolha foi feita em virtude dos altos índices de criminalidade local. Entre janeiro e final de setembro estima-se que entre cinquenta e quatro mil pessoas, houve trinta e quatro homicídios dolosos; representando 7,89% do total da cidade. Em 2010 a taxa de homicídio no bairro, segundo um censo do Instituto Brasileiro de Geografia e Estatística (IBGE), foi de 61,41 para cada 100 mil habitantes, enquanto em Curitiba a média foi de 45,5.
- UPS Cajuru

Instalada em 16 de Outubro de 2012. O bairro Cajuru possui noventa mil habitantes e, segundo dados da Polícia Militar do Paraná, de janeiro a setembro de 2012 foram registrados trinta e seis homicídios dolosos no bairro. O processo de instalação envolveu cerca de cento e cinquenta policiais militares, com vinte viaturas, vinte e sete guardas municipais e duas viaturas da Polícia Civil. Nessa UPS pela primeira vez foram empregados cães de polícia, passando o Batalhão de Operações Especiais a atuar diariamente no combate ao tráfico de drogas.

## UPS da Região Metropolitana de Curitiba
- UPS Colombo

Instalada em 7 de Maio de 2013 entre as Vilas Zumbi dos Palmares e Vila Liberdade. Aproximadamente cento e cinquenta policiais militares participaram da ação, com o apoio da Polícia Rodoviária Federal.
- UPS em São José dos Pinhais

Instalada em 1 de Abril de 2013.
- UPS em Grande Guatupê

Instalada em 11 de Junho de 2013.

## UPS do interior do Estado
- UPS de Cascavel

Instalada em 18 de Outubro de 2012 com cerca de cem policiais militares, e atuação nos bairros da região norte da cidade: Interlagos, Floresta e Brazmadeira, entre outros.
- UPS de Londrina

Instalada em 10 de Dezembro de 2012.